# أشينا تواو
أشينا تيو (بالصينية: 吐務) وهو رئيس جماعة غوكتورك وأب الخاقان بومين مؤسس خانية غوك تورك إلى جانب حمله للقب دا ياهو(大葉護) لاشيء معروف عنه.